# Polynema luteolum
Polynema luteolum är en stekelart som först beskrevs av Dmitriy Alekseevich Ogloblin 1960.  Polynema luteolum ingår i släktet Polynema och familjen dvärgsteklar. Inga underarter finns listade i Catalogue of Life.